# Aziatisch kampioenschap hockey mannen 2017
De tiende editie van het Aziatisch kampioenschap hockey voor mannen werd in 2017 gehouden in het Bengalese Dhaka. Het toernooi met 8 deelnemers werd gehouden van 11 tot en met 22 oktober. India won de titel voor de derde keer. De titel was goed voor plaatsing voor het wereldkampioenschap van 2018. 

## Eindronde
Alle tijden zijn lokale tijden

### Groepsfase
De nummers 1 en 2 plaatsen zich voor de tweede ronde, de Super 4s
Groep A
| Team       | GS | W | G | V | DV | DT | DS  | Ptn |
| ---------- | -- | - | - | - | -- | -- | --- | --- |
| India      | 3  | 3 | 0 | 0 | 15 | 2  | +13 | 9   |
| Pakistan   | 3  | 1 | 1 | 1 | 10 | 5  | +5  | 6   |
| Japan      | 3  | 1 | 1 | 1 | 6  | 8  | −2  | 3   |
| Bangladesh | 3  | 0 | 0 | 3 | 1  | 17 | −16 | 0   |

| 11 oktober 2017 15:00 |           |       |                                                         |
| India                 | 5–1       | Japan | Scheidsrechters: Zeke Newman (AUS) Yoon Dong-shin (KOR) |
|                       | (verslag) |       | Scheidsrechters: Zeke Newman (AUS) Yoon Dong-shin (KOR) |

| 11 oktober 2017 17:30 |           |            |                                                                     |
| Pakistan              | 7–0       | Bangladesh | Scheidsrechters: Sebastien Michielsen (BEL) Ilanggo Kanabathu (MAS) |
|                       | (verslag) |            | Scheidsrechters: Sebastien Michielsen (BEL) Ilanggo Kanabathu (MAS) |

| 13 oktober 2017 15:00 |           |          |                                                               |
| Japan                 | 2–2       | Pakistan | Scheidsrechters: David Tomlinson (NZL) Saleh Al-Balushi (OMA) |
|                       | (verslag) |          | Scheidsrechters: David Tomlinson (NZL) Saleh Al-Balushi (OMA) |

| 13 oktober 2017 17:30 |           |            |                                                              |
| India                 | 7–0       | Bangladesh | Scheidsrechters: Sebastien Michielsen (BEL) Tao Zhinan (CHN) |
|                       | (verslag) |            | Scheidsrechters: Sebastien Michielsen (BEL) Tao Zhinan (CHN) |

| 15 oktober 2017 15:00 |           |            |                                                                    |
| Japan                 | 3–1       | Bangladesh | Scheidsrechters: Sebastien Michielsen (BEL) Saleh Al-Balushi (OMA) |
|                       | (verslag) |            | Scheidsrechters: Sebastien Michielsen (BEL) Saleh Al-Balushi (OMA) |

| 15 oktober 2017 17:30 |           |       |                                                           |
| Pakistan              | 1–3       | India | Scheidsrechters: Ilanggo Kanabathu (MAS) Tao Zhinan (CHN) |
|                       | (verslag) |       | Scheidsrechters: Ilanggo Kanabathu (MAS) Tao Zhinan (CHN) |

Groep B
| Team       | GS | W | G | V | DV | DT | DS  | Ptn |
| ---------- | -- | - | - | - | -- | -- | --- | --- |
| Maleisië   | 3  | 3 | 0 | 0 | 16 | 3  | +13 | 9   |
| Zuid-Korea | 3  | 2 | 0 | 1 | 12 | 5  | +7  | 6   |
| China      | 3  | 1 | 0 | 2 | 4  | 12 | −8  | 3   |
| Oman       | 3  | 0 | 0 | 3 | 4  | 16 | −12 | 0   |

| 12 oktober 2017 15:00 |           |       |                                                           |
| Maleisië              | 7–1       | China | Scheidsrechters: David Tomlinson (NZL) Deepak Joshi (IND) |
|                       | (verslag) |       | Scheidsrechters: David Tomlinson (NZL) Deepak Joshi (IND) |

| 12 oktober 2017 17:30 |           |      |                                                      |
| Zuid-Korea            | 7–2       | Oman | Scheidsrechters: Tyler Klenk (CAN) Salim Lucky (BAN) |
|                       | (verslag) |      | Scheidsrechters: Tyler Klenk (CAN) Salim Lucky (BAN) |

| 14 oktober 2017 15:00 |           |      |                                                        |
| China                 | 2–1       | Oman | Scheidsrechters: Haider Rasool (PAK) Tyler Klenk (CAN) |
|                       | (verslag) |      | Scheidsrechters: Haider Rasool (PAK) Tyler Klenk (CAN) |

| 14 oktober 2017 17:30 |           |          |                                                             |
| Zuid-Korea            | 1–2       | Maleisië | Scheidsrechters: Zeke Newman (AUS) Michihiko Watanabe (JPN) |
|                       | (verslag) |          | Scheidsrechters: Zeke Newman (AUS) Michihiko Watanabe (JPN) |

| 16 oktober 2017 15:00 |           |      |                                                       |
| Maleisië              | 7–1       | Oman | Scheidsrechters: Salim Lucky (BAN) Deepak Joshi (IND) |
|                       | (verslag) |      | Scheidsrechters: Salim Lucky (BAN) Deepak Joshi (IND) |

| 16 oktober 2017 17:30 |           |            |                                                               |
| China                 | 1–4       | Zuid-Korea | Scheidsrechters: Michihiko Watanabe (JPN) Haider Rasool (PAK) |
|                       | (verslag) |            | Scheidsrechters: Michihiko Watanabe (JPN) Haider Rasool (PAK) |

### Kruisingswedstrijden
De teams die in de groepsfase als 3e en 4e eindigden, speelden in de kruiswedstrijden om de plaatsen 5-8
| 18 oktober 2017 20:00 |           |      |                                                          |
| Japan                 | 5–3       | Oman | Scheidsrechters: Yoon Dong-shin (KOR) Deepak Joshi (IND) |
|                       | (verslag) |      | Scheidsrechters: Yoon Dong-shin (KOR) Deepak Joshi (IND) |

| 19 oktober 2017 20:00 |                         |            |                                                             |
| China                 | 3–3 (3-4 na shoot-outs) | Bangladesh | Scheidsrechters: Haider Rasool (PAK) Saleh Al-Balushi (OMA) |
|                       | (verslag)               |            | Scheidsrechters: Haider Rasool (PAK) Saleh Al-Balushi (OMA) |

### Super 4s
In deze tweede ronde, de zogenaamde Super 4s, speelden de vier beste teams onderling een keer tegen elkaar. De twee beste landen speelden vervolgens de finale, de twee andere landen om de derde plaats
| Team       | GS | W | G | V | DV | DT | DS | Ptn |
| ---------- | -- | - | - | - | -- | -- | -- | --- |
| India      | 3  | 2 | 1 | 0 | 11 | 3  | +8 | 9   |
| Maleisië   | 3  | 1 | 1 | 1 | 6  | 9  | -3 | 4   |
| Zuid-Korea | 3  | 0 | 3 | 0 | 3  | 3  | 0  | 3   |
| Pakistan   | 3  | 0 | 1 | 2 | 3  | 8  | −5 | 1   |

| 18 oktober 2017 15:00 |           |          |                                                     |
| Maleisië              | 3–2       | Pakistan | Scheidsrechters: Zeke Newman (AUS) Tao Zhinan (CHN) |
|                       | (verslag) |          | Scheidsrechters: Zeke Newman (AUS) Tao Zhinan (CHN) |

| 18 oktober 2017 17:30 |           |            |                                                                |
| India                 | 1–1       | Zuid-Korea | Scheidsrechters: David Tomlinson (NZL) Ilanggo Kanabathu (MAS) |
|                       | (verslag) |            | Scheidsrechters: David Tomlinson (NZL) Ilanggo Kanabathu (MAS) |

| 19 oktober 2017 15:00 |           |          |                                                             |
| Zuid-Korea            | 1–1       | Pakistan | Scheidsrechters: Tyler Klenk (CAN) Michihiko Watanabe (JPN) |
|                       | (verslag) |          | Scheidsrechters: Tyler Klenk (CAN) Michihiko Watanabe (JPN) |

| 19 oktober 2017 17:30 |           |       |                                                               |
| Maleisië              | 2–6       | India | Scheidsrechters: Sebastien Michielsen (BEL) Salim Lucky (BAN) |
|                       | (verslag) |       | Scheidsrechters: Sebastien Michielsen (BEL) Salim Lucky (BAN) |

| 21 oktober 2017 19:00 |           |          |                                                                   |
| India                 | 4–0       | Pakistan | Scheidsrechters: David Tomlinson (NZL) Sebastien Michielsen (BEL) |
|                       | (verslag) |          | Scheidsrechters: David Tomlinson (NZL) Sebastien Michielsen (BEL) |

| 21 oktober 2017 21:30 |           |          |                                                      |
| Zuid-Korea            | 1–1       | Maleisië | Scheidsrechters: Tyler Klenk (CAN) Zeke Newman (AUS) |
|                       | (verslag) |          | Scheidsrechters: Tyler Klenk (CAN) Zeke Newman (AUS) |

### Plaatsingswedstrijden
Om de 7e/8e plaats
| 20 oktober 2017 15:00 |           |       |                                                         |
| Oman                  | 2–3       | China | Scheidsrechters: Yoon Dong-shin (KOR) Salim Lucky (BAN) |
|                       | (verslag) |       | Scheidsrechters: Yoon Dong-shin (KOR) Salim Lucky (BAN) |

Om de 6e/7e plaats
| 20 oktober 2017 17:30 |           |            |                                                          |
| Japan                 | 4–0       | Bangladesh | Scheidsrechters: Saleh Al-Balushi (OMA) Tao Zhinan (CHN) |
|                       | (verslag) |            | Scheidsrechters: Saleh Al-Balushi (OMA) Tao Zhinan (CHN) |

Om de 3e/4e plaats
| 22 oktober 2017 15:00 |           |          |                                                                     |
| Zuid-Korea            | 3–6       | Pakistan | Scheidsrechters: Ilanggo Kanabathu (MAS) Sebastien Michielsen (BEL) |
|                       | (verslag) |          | Scheidsrechters: Ilanggo Kanabathu (MAS) Sebastien Michielsen (BEL) |

Finale
| 22 oktober 2017 17:30 |           |          |                                                                 |
| India                 | 2–1       | Maleisië | Scheidsrechters: Michihiko Watanabe (JPN) David Tomlinson (NZL) |
|                       | (verslag) |          | Scheidsrechters: Michihiko Watanabe (JPN) David Tomlinson (NZL) |

## Eindrangschikking
| Rang   | Land       |
| ------ | ---------- |
| Goud   | India      |
| Zilver | Maleisië   |
| Brons  | Pakistan   |
| 4      | Zuid-Korea |
| 5      | Japan      |
| 6      | Bangladesh |
| 7      | China      |
| 8      | Oman       |

Mannen:
Karachi 1982 ·
Dhaka 1985 ·
New Delhi 1989 ·
Hiroshima 1993 ·
Kuala Lumpur 1999 ·
Kuala Lumpur 2003 ·
Chennai 2007 ·
Kuantan 2009 ·
Ipoh 2013 ·
Dhaka 2017

Vrouwen:
Kioto 1981 (officieus) ·
Seoel 1985 ·
Hongkong 1989 ·
Hiroshima 1993 ·
New Delhi 1999 ·
New Delhi 2004 ·
Hongkong 2007 ·
Bangkok 2009 ·
Ipoh 2013 ·
Kakamigahara 2017